# Скрбље
Скрбље (словен. Skrblje) је насељено место у општини Мајшперк, Подравска регија, Словенија.

## Историја
До територијалне реорганизације у Словенији било су у саставу старе општине Птуј.

## Становништво
У попису становништва из 2011. године, Скрбље је имало 63 становника.
| Број становника према пописима | Број становника према пописима | Број становника према пописима |
| ------------------------------ | ------------------------------ | ------------------------------ |
| 1991                           | 2002                           | 2011                           |
| 75                             | 55                             | 63                             |